# Hendrik Timmer
Hendrik « Henk » Timmer (né le 8 février 1904 à Utrecht et décédé le 12 novembre 1998 à Bilthoven) est un joueur de tennis néerlandais des années 1920 et 1930.
Il a notamment gagné la médaille de bronze aux Jeux olympiques de Paris, en double mixte avec Kea Bouman. Timmer a également remporté plusieurs tournois en golf, en squash, en badminton et en hockey. Il excellait par ailleurs en patinage de vitesse. Professionnellement, il a exercé en tant qu'agent d'assurances.
Meilleur joueur de tennis néerlandais de l'époque, Timmer a en outre été quart de finaliste du tournoi de Wimbledon 1927 et 1929. Il a représenté avec succès les Pays-Bas en Coupe Davis, remportant 43 matchs lors de 26 rencontres entre 1923 et 1936.

## Parcours dans les tournois duGrand Chelem

### En simple
| Année | Open d'Australie | Open d'Australie | Internationaux de France | Internationaux de France | Wimbledon       | Wimbledon     | US Open | US Open |
| ----- | ---------------- | ---------------- | ------------------------ | ------------------------ | --------------- | ------------- | ------- | ------- |
| 1924  | —                | —                | —                        | —                        | 2e tour (1/32)  | L. Raymond    | —       | —       |
| 1925  | —                | —                | 3e tour (1/16)           | H-A. Fyzee               | —               | —             | —       | —       |
| 1926  | —                | —                | 2e tour (1/32)           | Paul Féret               | 2e tour (1/32)  | Henry Mayes   | —       | —       |
| 1927  | —                | —                | 1/8 de finale            | Henri Cochet             | 1/4 de finale   | Jean Borotra  | —       | —       |
| 1928  | —                | —                | —                        | —                        | 2e tour (1/32)  | Pat Spence    | —       | —       |
| 1929  | —                | —                | 1/8 de finale            | B. von Kehrling          | 1/4 de finale   | Henri Cochet  | —       | —       |
| 1930  | —                | —                | —                        | —                        | 1er tour (1/64) | Henri Cochet  | —       | —       |
| 1931  | —                | —                | —                        | —                        | —               | —             | —       | —       |
| 1932  | —                | —                | 2e tour (1/32)           | P. Grandguillot          | 1/8 de finale   | Jirō Sato     | —       | —       |
| 1933  | —                | —                | 2e tour (1/32)           | Josef Maleček            | 2e tour (1/32)  | Teddy Burwell | —       | —       |
| 1934  | —                | —                | —                        | —                        | 1er tour (1/64) | H. von Artens | —       | —       |
| 1935  | —                | —                | —                        | —                        | 3e tour (1/16)  | Josip Palada  | —       | —       |
| 1936  | —                | —                | —                        | —                        | 2e tour (1/32)  | John Van Ryn  | —       | —       |

N.B. : à droite du résultat se trouve le nom de l'ultime adversaire.